# Castilleja exserta
Castilleja exserta är en snyltrotsväxtart som först beskrevs av Heller, och fick sitt nu gällande namn av Tsan Iang Chuang och L.R. Heckard. Castilleja exserta ingår i släktet målarborstar, och familjen snyltrotsväxter.

## Underarter
Arten delas in i följande underarter:
- C. e. latifolia
- C. e. venusta

## Bildgalleri

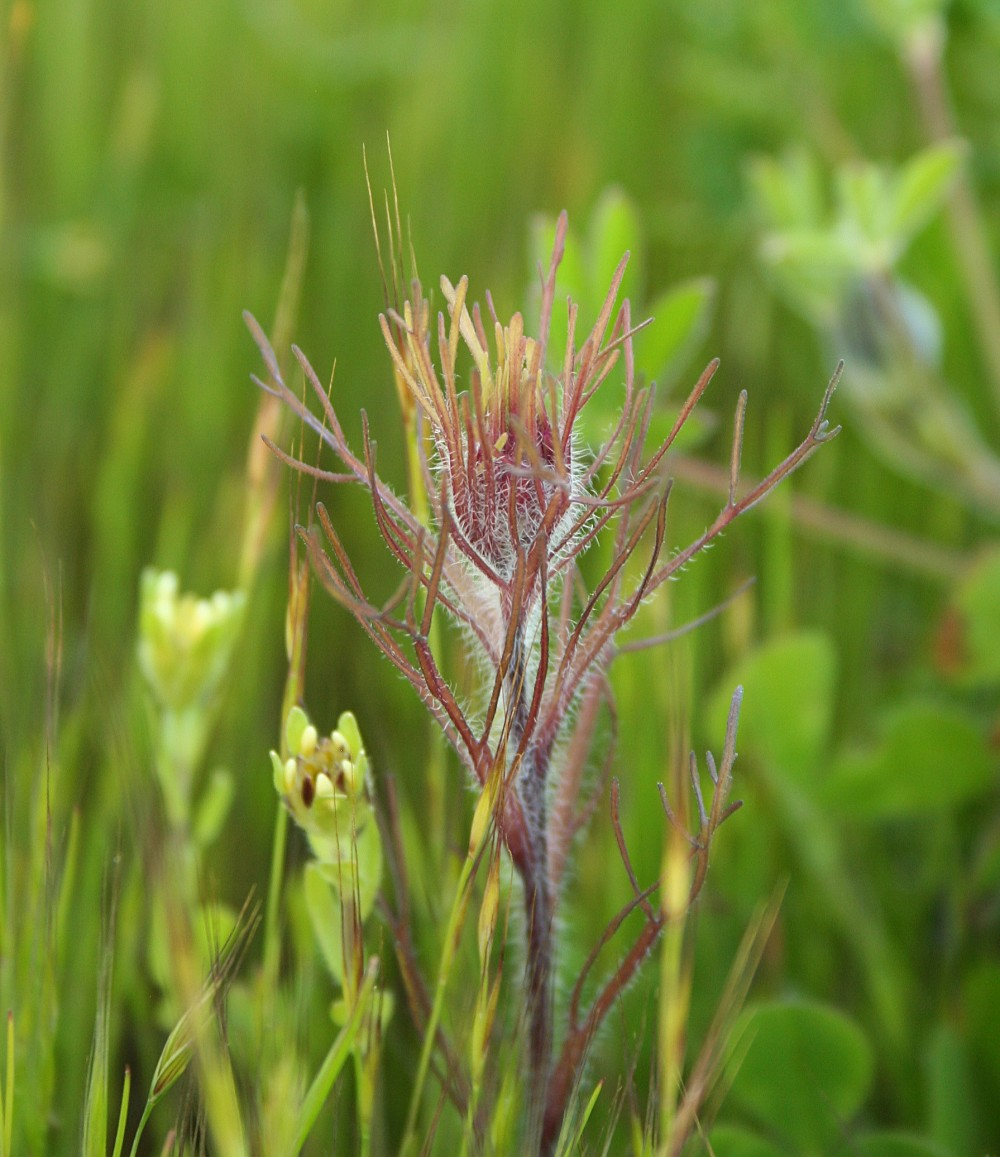